# Дзеканье
Дзе́канье — аффрикатизация мягких зубных смычных согласных [dʲ] и [tʲ], то есть произношение [dzʲ] ([дз’]) и [tsʲ] ([ц’]) на месте первоначальных /dʲ/ (/д’/) и /tʲ/ (/т’/) мягких, свойственное польскому и белорусскому языку, например хадзіць, в польском chodzić [ˈxɔdʑɪtɕ] 'ходить'. Аффрикатизацию /tʲ/ также называют цеканьем.
Чёткой границы этого явления нет, поскольку, по данным Льва Зиндера, в русском /tʲ/ средняя длительность щелевого элемента превышает среднюю длительность щелевого элемента /tɕ/, в связи с чем автор классифицирует /tʲ/ как мягкую аффрикату.
Аффрикатизация мягких смычных /dʲ/ и /tʲ/ в современном русском языке не является отклонением от нормы, и согласно проведённым исследованиям реализация их как [dzʲ] и [tsʲ] составляет около 70 % случаев употребления этих согласных в речи.

## Аналогии в других славянских языках
Помимо русского, белорусского, польского и словенского подобное явление встречается в сербохорватском (сербском, боснийском, хорватском и черногорском), где на месте сочетания *dj праславянского языка выступает фонема /ʥ/, например: ђаво, при русском «дьявол» из послужившего источником заимствования латинского diabolus.